# جاستن مورغان (لاعب دوري الرغبي)
جاستن مورغان (بالإنجليزية: Justin Morgan)‏ هو لاعب دوري الرغبي نيوزيلندي، ولد في 2 أغسطس 1975 في سيدني في أستراليا.